# Les Aires
Les Aires en idioma francés, es una localidad y comuna francesa, situada en el departamento francés de Hérault y la región de Occitania, en la orilla izquierda del río Orb.
Sus habitantes reciben el gentilicio de Airois.

## Demografía
| 324 | 364 | 361 | 467 | 537 | 544 | 598 |
| Para los censos de 1962 a 1999 la población legal corresponde a la población sin duplicidades (Fuente: INSEE [Consultar]) |     |     |     |     |     |     |

## Lugares de interés

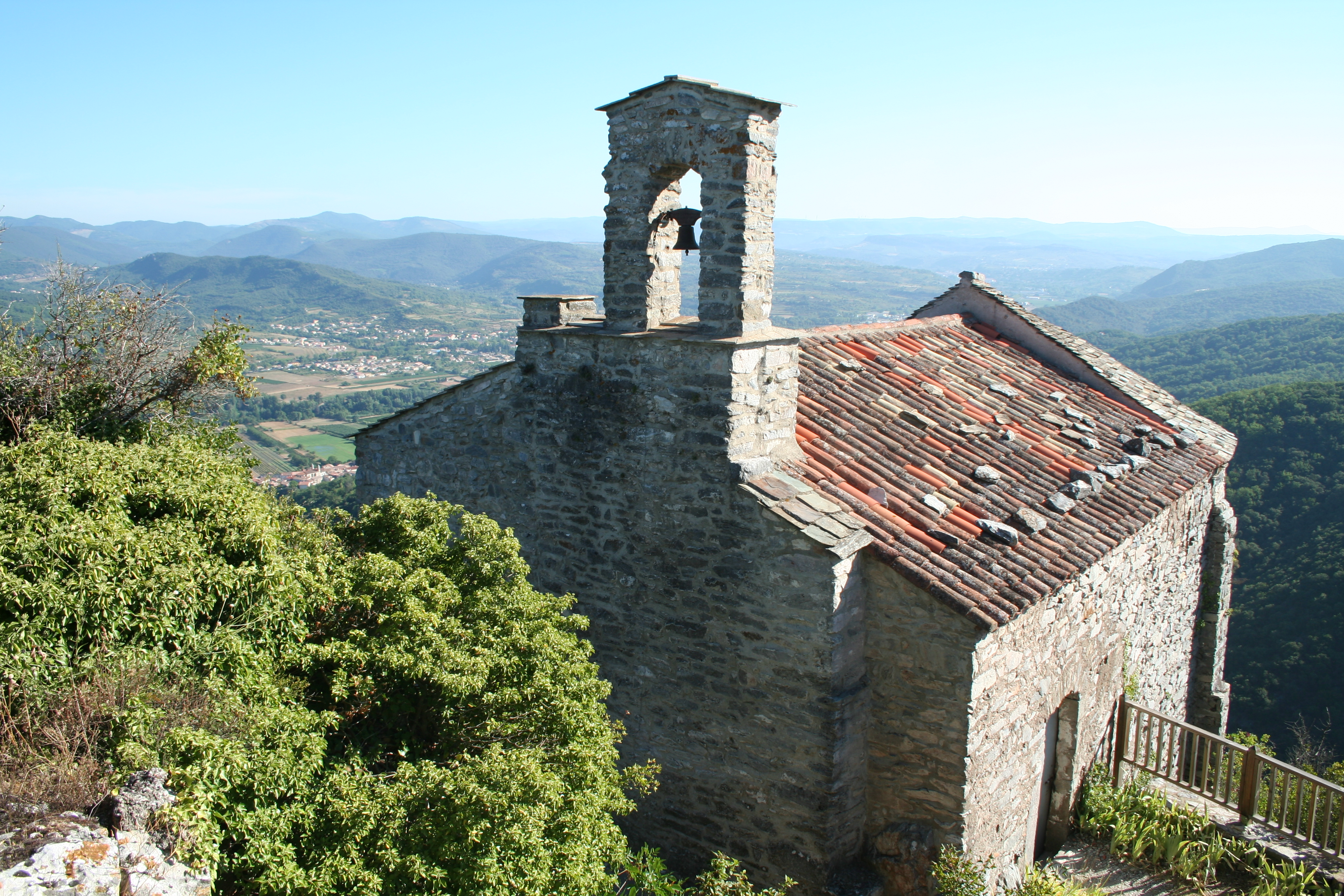
Iglesia de Saint-Michel.

- Ruinas del castillo de Mourcairol
- Iglesia de Saint-Michel